# Venă dorsală profundă a clitorisului
Vena dorsală profundă a clitorisului este o venă care se varsă în plexul venos vezical. Vena dorsală profundă este amplasată pe suprafața tunicii albuginea ale corpilor cavernoși, fiind paralelă cu artera dorsală a clitorisului. Această venă colectează venele corpului și glandului clitoridiene.